# RAIN (GLAY)
《RAIN》，是日本樂團GLAY的第一張單曲，同時以這張單曲正式出道。銷售量超過10萬張。

## 簡介
團員來到東京後，在1993年發行的DEMO TAPESPEED POP中，收錄了「JULIA (reason for so long)」。這首歌同時也是RAIN的最初版本，之後由YOSHIKI作詞，並且寫了一部份曲子及重新編曲，之後完成了RAIN這首單曲。
1995年3月1日發行的首張專輯SPEED POP，收錄了開頭雨聲被剪掉的版本。(這個版本也收錄在A面精選輯THE GREAT VACATION VOL.2 〜SUPER BEST OF GLAY〜)。獨立時期專輯灰與鑽石(灰とダイヤモンド)則收錄了重新改編的版本。到目前為止，有加入雨聲的原始版本沒有收錄在任何一張專輯中。
2009年8月15・16日的「GLAY 15th Anniversary Special Live 2009 THE GREAT VACATION in NISSAN STADIUM」演唱會中，TERU和TAKURO2人演唱了『Julia』這首歌，並且談到了當年的製作祕辛。

## 收錄曲目
1. RAIN (7:10)
  - 作詞：YOSHIKI / 作曲：YOSHIKI、TAKURO / 編曲:YOSHIKI
2. RAIN （ORIGINAL KARAOKE） (7:10)

## 收錄專輯
- 灰與鑽石(灰とダイヤモンド)（#1、改編版本）
- SPEED POP（#1、專輯版本）
- THE GREAT VACATION VOL.2 〜SUPER BEST OF GLAY〜（#1、專輯版本）